# Clermont-Dessous
Clermont-Dessous település Franciaországban, Lot-et-Garonne megyében. Lakosainak száma 810 fő (2022. január 1.). Clermont-Dessous Bazens, Frégimont, Lusignan-Petit, Montesquieu, Saint-Hilaire-de-Lusignan és Saint-Laurent községekkel határos.

## Népesség
A település népességének változása:
| Lakosok száma | 635  | 594  | 643  | 779  | 812  | 849  | 876  | 911  | 878  | 810  |
|               | 1968 | 1982 | 1990 | 2006 | 2013 | 2015 | 2017 | 2019 | 2020 | 2022 |